# Agra (huyện)
Huyện Agra là một huyện thuộc bang Uttar Pradesh, Ấn Độ. Thủ phủ huyện Agra đóng ở Agra. Huyện Agra có diện tích 4027 ki lô mét vuông. Đến thời điểm năm 2001, huyện Agra có dân số 3611301 người.

## Các đơn vị
Huyện Agra có 6 tehsil: Etmadpur, Agra, Kiraoli, Kheragarh, Fatehabad và Bah. Huyện có 15 block: Etmadpur, Khandauli, Shamshabad, Fatehabad, Jagner, Kheragarh, Saiyan, Achanera, Akola, Bichpuri, Fatehpur Sikri, Barauli Ahir, Bah, Pinahat và Jaitpur Kalan.
Huyện có 3 đơn vị bầu cử Lok Sabha: Jalesar, Firozabad và Agra. Có 9 đơn vị bầu cử Vidhan Sabha: Bah, Fatehabad, Etmadpur, Dayal Bagh, Agra Cantonment, Đông Agra, Tây Agra, Kheragarh và Fatehpur Sikri.